# 綱取ダム
綱取ダム（つなとりダム）は、岩手県盛岡市、一級河川・北上川水系中津川に建設されたダム。高さ59メートルの重力式コンクリートダムで、洪水調節・不特定利水・上水道を目的とする、岩手県営の多目的ダムである。

## 沿革
1974年（昭和49年）に着工。8年後の1982年（昭和57年）に竣工した。
岩手県内の多目的ダムとしては、滝ダムと同時に最初に完成したダムにあたる
ダムには国産第1号となるクロスフロー水車を搭載した水力発電設備が付設されており、有効落差28.75メートルを得て、最大200キロワットの電力を発生する。ダム管理設備の電源となっており、余剰電力は東北電力に売却されている。